# Gibbaranea occidentalis
Gibbaranea occidentalis is een spinnensoort uit de familie wielwebspinnen. Deze spin komt voor op de Azoren. De soort werd in 1989 wetenschappelijk beschreven.